# Projecteur (spectacle)
Pour les articles homonymes, voir Projecteur.
 (mars 2010).
Si vous disposez d'ouvrages ou d'articles de référence ou si vous connaissez des sites web de qualité traitant du thème abordé ici, merci de compléter l'article en donnant les références utiles à sa vérifiabilité et en les liant à la section « Notes et références ».

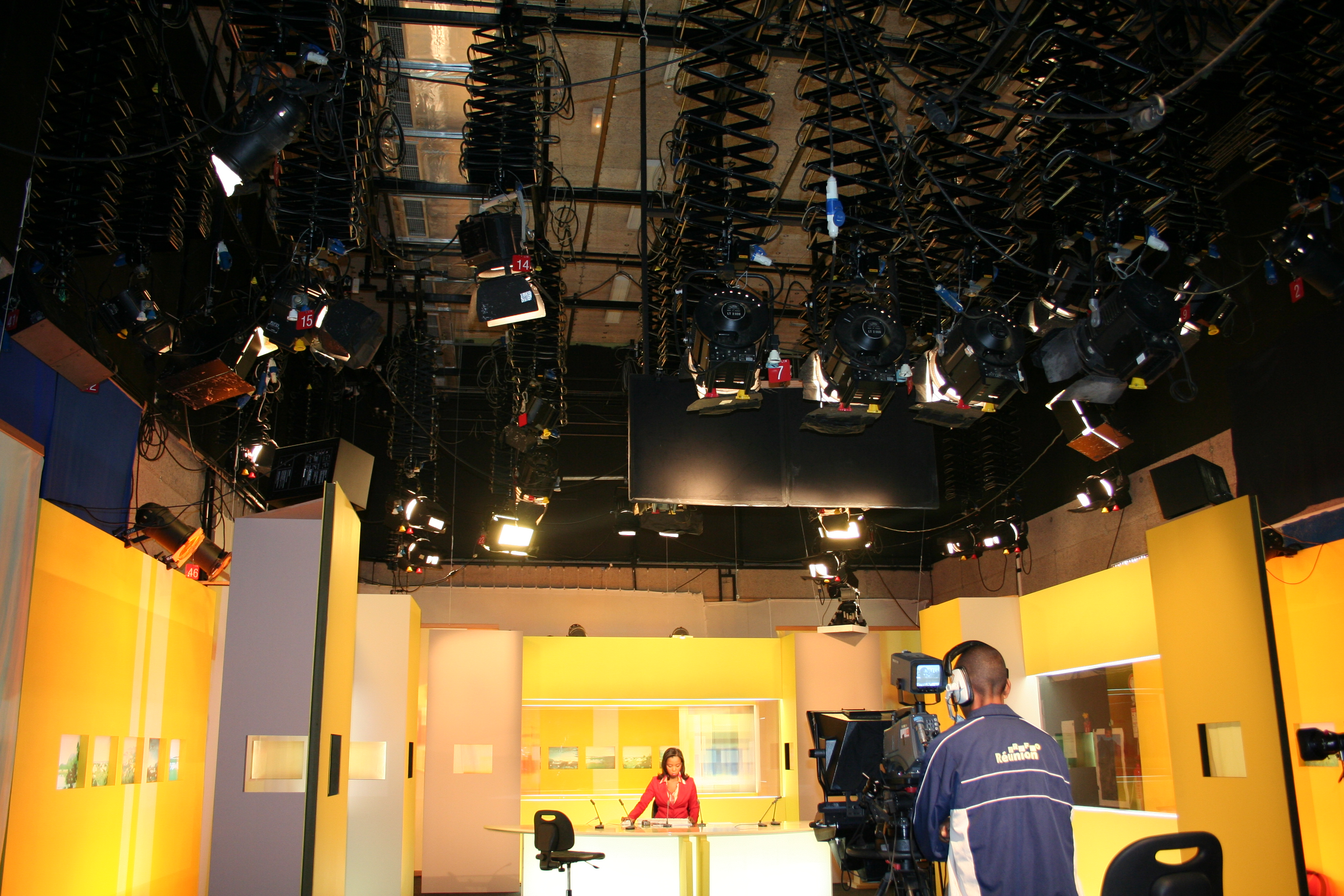
Les projecteurs assurant l'éclairage d'un plateau de Télé Réunion.

Le projecteur est un dispositif d'éclairage pourvu d'un système optique qui concentre la lumière sur une zone déterminée, et qui est utilisé pour produire de la lumière sur les scènes de spectacle, les plateaux de télévision et de tournage des films.

## Principes
Le projecteur se compose d'une lampe, d'une optique et éventuellement d'un réflecteur, l'ensemble étant protégé par une armature métallique. Leurs réglages et la façon de les utiliser sont différents selon l'effet recherché, leur construction optique et la nature du modèle et des sources lumineuses employées ; lampes à incandescence, lampes halogènes, HMI ou LED.
Selon l'ambiance recherchée, le projecteur peut être employé selon plusieurs directions, par exemple de face, pour éclairer un sujet ou un décor, sur le côté (en latéral) ou en contre-jour. Il peut également projeter la lumière d'en haut, d'en bas ou à hauteur d'homme. On peut également y attacher un filtre de couleur appelé « gélatine » afin de produire un faisceau d'une couleur bien précise.
Parfois appelés familièrement « projos », « gamelles » ou encore  « spots », les projecteurs se classent en plusieurs catégories et sous-catégories.

## Types de projecteurs

### Projecteurs à face ouverte
Ces projecteurs diffusent un flux lumineux qui est focalisé grâce à un miroir parabolique placé derrière la source lumineuse.

#### Projecteurs à réflecteur parabolique aluminé ou «PAR»
Les projecteurs à réflecteur parabolique aluminé (ou « PAR » de l'anglais : parabolic aluminized reflector) sont constitués uniquement d'une ampoule halogène de 500 ou 1 000 watts et d'une carcasse d'aluminium en forme de tube. Ils sont dépourvus de mécanisme d'ajustement de la focalisation et leur lampe est composée d'un filament allongé, d'un réflecteur et d'une lentille optique. Le faisceau lumineux projeté, de forme ovale, se nomme la « banane ». Ces projecteurs sont parfois utilisés en groupe de six, installés sur des barres, avec ou sans filtre de couleur.
Il existe une grande variété de lampes et de châssis PAR, qui se distinguent par leur diamètre en 8e de pouces (PAR 16, PAR 36, PAR 46, PAR 56, PAR 64), exemple pour le PAR 64 : (64 × (2,54 / 8) = 20,32 cm), la tension d'utilisation et la puissance. Selon la lampe utilisée, on obtient un éclairage différent ; en 240 V, CP60 (lentille lisse), CP61 (lentille martelée, faisceau plus diffus), CP62 (lentille striée, faisceau encore plus diffus et plus large) et CP95 (lentille très large, faisceau en nid d'abeille). En 120 V il existe des dénominations différentes respectivement, VNSP (« very narrow spot »), NSP (« narrow spot »), MFL (« medium flood light ») et WFL (« wide flood light »). Aux États-Unis, les modèles de lentilles sont énumérées par le code ANSI, soit FFN (très serré), FFP (serré), FFR (moyennement large) et FFS (très large).

#### Jeu de barres ACL
Un jeu de barres ACL est composée de deux barres de quatre projecteurs type PAR équipés de lampes spécifiques : 250 W et 28 V (les huit projecteurs en série utilisant donc 28 × 8 = 224 V). Ces lampes projettent un faisceau très serré (environ 8°) et très lumineux, ce qui donne un rendu de « peigne » lumineux, très intéressant pour une ambiance de scène. Ces projecteurs ont l'inconvénient d'être fragiles et les lampes ont une durée de vie réduite (25 h).
ACL signifie « aircraft landing lamp » (« lampe d'atterrissage d'avion ») car les ampoules viennent à l'origine de l'aviation.

#### Cycliode
La cycliode est un projecteur à lampe à incandescence halogène avec un réflecteur asymétrique (qui produit un bord net côté lampe et flou de l'autre), à différencier de l'horiziode, ou symétrique. Conçue pour éclairer des cycloramas, elle peut s'utiliser en batterie pour diffuser une lumière harmonieuse sur une grande surface, par projection ou par rétroprojection. Les seuls réglages sont la distance du projecteur et l'orientation verticale et horizontale.

### Projecteurs fermés

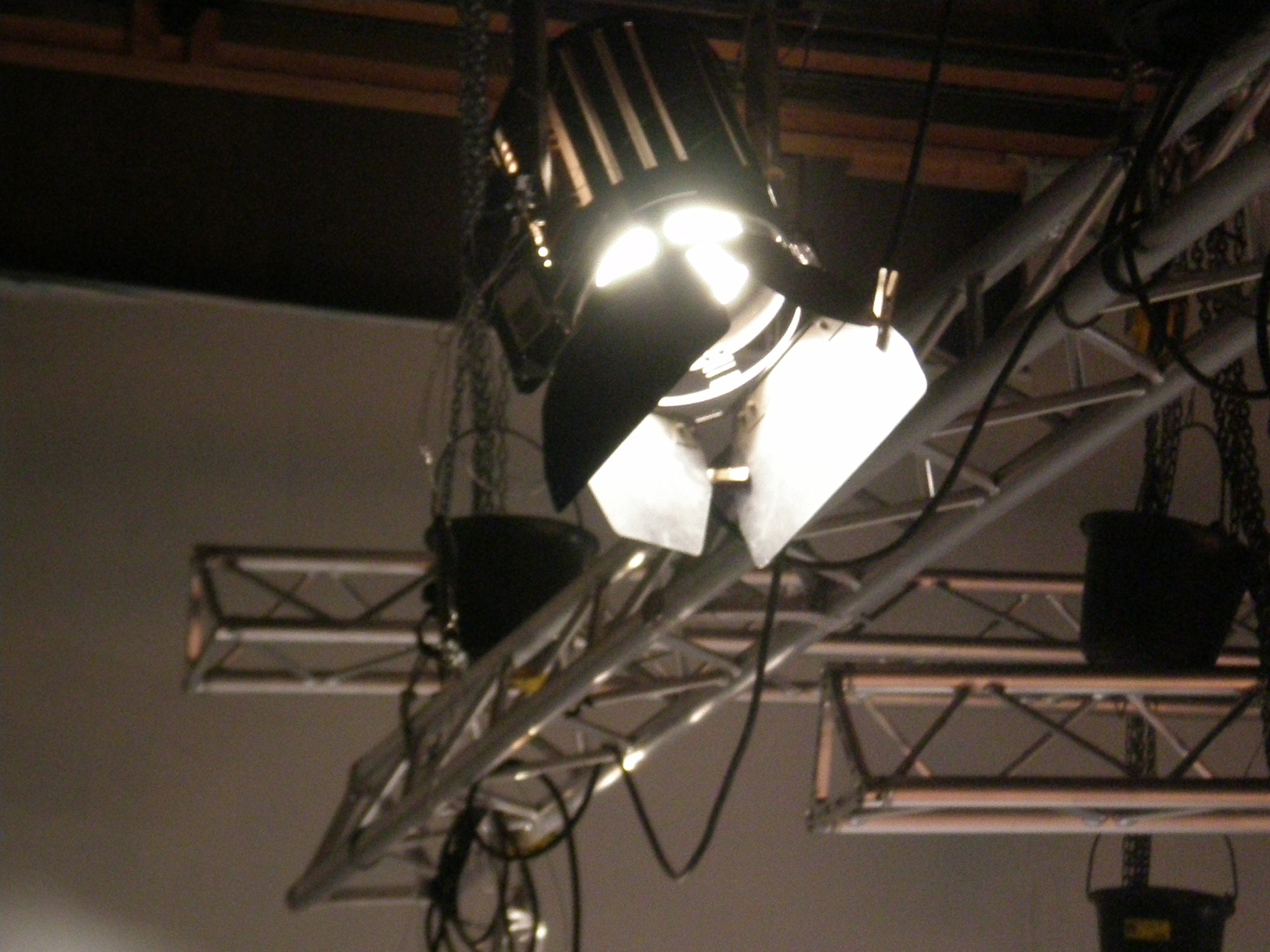
Projecteur à lentille de Fresnel de la marque Arri, équipé d'une lampe d'une puissance 1000 W, monté sur « trilight ».

Les projecteurs fermés disposent de lentilles qui permettent de focaliser le faisceau lumineux. Ils sont plus précis mais, à puissance égale, produisent un flux lumineux moindre, une partie de leur puissance étant absorbée par les lentilles. Les projecteurs plus représentatifs de cette catégorie sont la découpe et la poursuite.

#### Découpe ouprofile spot
La découpe est un projecteur qui permet d'obtenir une focalisation très précise du faisceau. Il se compose d'une partie contenant la lampe (à incandescence halogène ou HMI), le réflecteur et le condenseur, nommée « boîte à lumière », et d'un bloc optique contenant les lentilles de focalisation, en général deux lentilles convergentes. Une manette permet de déplacer les lentilles pour obtenir un éclairage plus net. Une autre manette sert à régler l'ouverture.
Entre la boîte à lumière et le bloc optique, il y a la fenêtre de lumière. Elle peut accueillir plusieurs accessoires : les couteaux, qui « découpent » la lumière, l'iris qui limite les parties externes du faisceau lumineux, et le porte-gobo qui filtre la lumière selon la forme (le gobo) que l'on met à l'intérieur. La découpe produit une irisation colorée sur les bords du faisceau projeté due aux défauts optiques des lentilles. Elle se décline en plusieurs variantes selon le nombre de lentilles, le type de miroirs, etc. Utilisée généralement pour isoler un personnage ou un élément du décor, elle produit un faisceau dont la taille varie quand on ajuste la position des lentilles. Les couteaux permettent d'éclairer avec précision un pan de décor, une fenêtre, un objet ou encore un artiste.

#### Poursuite oufollow spot
La poursuite est un projecteur qui reprend le principe de la découpe, mais qui est placé sur un trépied et qui est équilibré pour être manipulé en finesse, par un professionnel appelé « poursuiteur », de manière à pouvoir suivre les mouvements d'un artiste sur scène sans tremblement ni sursaut. Elle est équipée d'un verre de protection anti-UV, d'un dimmer mécanique ou électronique (suivant le type de lampe utilisé), d'un iris qui contrôle l'ouverture du faisceau et d'un changeur de filtres colorés pour produire une lumière de différentes couleurs. La lampe peut être, soit halogène, soit HMI. Dans le cas des  lampes à décharge, plusieurs dispositifs ferromagnétiques ou électroniques sont présents : l'amorceur qui a pour fonction de créer les premières impulsions haute tension de quelques microsecondes afin de démarrer la lampe. Puis vient le ballast à l'extérieur du projecteur. Il permet de réguler la tension et le courant une fois la lampe amorcée.

#### Projecteurs à lentille plan convexe ou PC
Les plan-convexes sont les projecteurs de théâtre par excellence. D'une puissance pouvant aller jusqu'à 2 000 watts, ils projettent une lumière uniformément répartie. Ils sont constitués d'une lentille (fixe) et d'un chariot comprenant la lampe et le miroir de réflexion. En tournant une molette, on avance ou recule le chariot de la lampe, ce qui permet d'élargir ou de réduire le faisceau lumineux. Ils existent sous deux formes : à lentille claire, fournissant un éclairage aux contours quasi nets, et à lentille martelée aux contours plus flous. Il est possible de les équiper en lentille de Fresnel.

#### Projecteurs à lentille de Fresnel
La puissance des projecteurs à lentille de Fresnel va de 300 à 20 000 W.  Ils présentent un faisceau très lumineux au centre et dont l'intensité baisse quand le sujet s'éloigne.

### Autres types de projecteurs

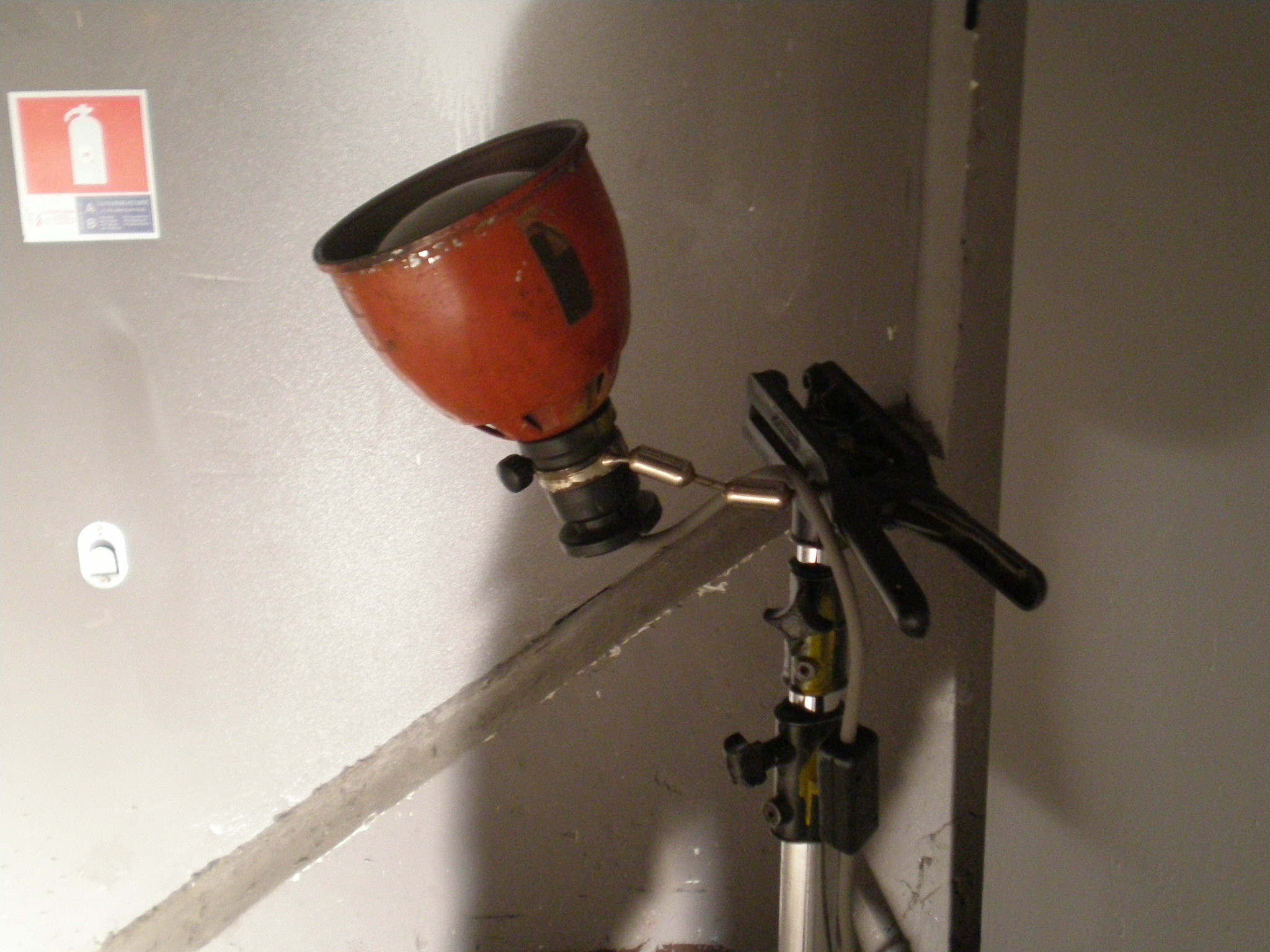
La « pince bol » est un projecteur basique, monté sur un bras amovible et une pince, tombé en désuétude pour l'éclairage de cinéma mais parfois utilisé sur les plateaux pour éclairer des tables de travail.

#### Basse tension ou BT
Le BT est une lampe de 250 ou 500 watts alimentée en 24 volts et montée avec son transformateur dans une carcasse. La lampe possède une calotte argentée qui évite à l'ombre du filament d'être projetée sur scène et qui renvoie la lumière vers le réflecteur. La qualité d'éclairage est comparable à celle du PAR malgré une intensité moindre. Elle est surtout utilisée dans le cas de « douches ». Plusieurs BT peuvent être montées en rampes appelées aussi « herses Svoboda », du nom du scénographe tchèque qui les a inventées

#### Blinders(oumolefays)
Les blinders (« éblouisseurs ») se composent d'une, deux, quatre voire huit lampes de 650 watts et diffusent une lumière intense sur une large zone, souvent dirigée vers le public.

#### Rampes T8, T10…
À ne pas confondre avec les tubes fluorescents T5, T8 et T12. Ces appareils sont en forme de barre allongées et comportent plusieurs lampes dichroïques, à la suite. Ils servent, au même titre que les Blinders, à éblouir et produire des effets de flash.

#### Sunstrips
Ce sont en fait des rampes T8, T10… couplées avec un bloc de puissance, et par conséquent d'une entrée (et sortie) DMX. Il est donc possible d'interagir avec chaque lampe et, par le biais de la programmation, créer de nombreux effets (allumage « défilant », dégradés…)

#### Pixel bars
Ressemblant également au sunstrip, ces appareils allongés sont composés de plusieurs dizaines de pixels LED. Il est possible de sélectionner et d'attribuer une couleur précise à chacun des pixels. Cette commande se fait en général via un ordinateur, et les informations sont transmises à l'aide d'un câble de type RJ45, qui alimente également les appareils.
Ces appareils sont très intéressants à utiliser lorsqu'ils sont nombreux. En effet, quand les pixel-bar sont disposés côte à côte, il est possible, via un logiciel dédié sur ordinateur, de faire du mapping, ou matriçage : des effets et des images sont interprétées comme si l'ensemble des barres constituaient un écran. Il est également possible de réaliser du mapping, monochromatique, sur des sunstrips.

#### Projecteur automatique
La lyre (ou « moving head ») est un projecteur asservi et généralement muni d'une lampe à décharge (à iodure métallique) dont chacun des paramètres est contrôlé au moyen d'une commande DMX. Les premiers assemblages de ce type ont été mis au point par la société américaine Vari-Lite pour la tournée Abacab de Genesis en 1981.
Il existe trois types principaux de lyres, qui se distinguent par leur faisceau :
- Les lyres « spot » ont un faisceau aux bords nets, et permettent l'utilisation de gobos, filtres métalliques venant se placer devant les faisceaux pour lui donner une forme. En plus de l'effet « affiché » au sol, il est possible de jouer sur le « volume » du faisceau lorsque celui-ci agit dans un brouillard.
- Les lyres « wash » projettent un faisceau aux bords flous, concentrant sa puissance principalement au centre. Cet effet est obtenu grâce à une Lentille de Fresnel, ou simplement grâce à la lumière non orientée des LEDs.
- Les lyres « beam» utilisent une lentille qui concentre toute leur puissance en un faisceau très fin, aux bords parallèles. Utilisés en nombres, ces moving head permettent d'obtenir de beaux effets comparables aux barres ACL, mais avec des positions variables.

#### Scan
Le scan (ou « moving light ») dispose lui d'un miroir orientable et se contrôle également grâce au DMX. Le premier de ce système a été développé par la société française Caméléon en 1979 sous le nom de téléscan, et copié depuis par de nombreux fabricants qui ont repris l'essentiel des innovations technologiques apparues sur le téléscan (trichromie CMY, gobos tournants, etc.). Les téléscans de Caméléon sont encore utilisés pour les concerts d'artistes comme les Pink Floyd, les Rolling Stones, Michel Sardou, etc.
Les scans se distinguent des lyres avec leur mouvement plus rapide. En effet, seul un miroir (léger) est déplacé, contrairement aux lyres où toute la tête du projecteur est déplacée. Cependant, les scans ont un degré d'action plus limité que les lyres.

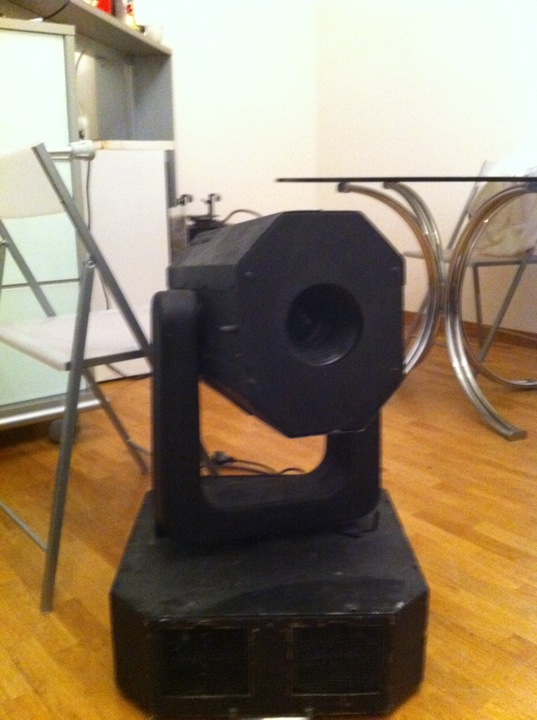
Projecteur automatique Vari-Lite vl2C.
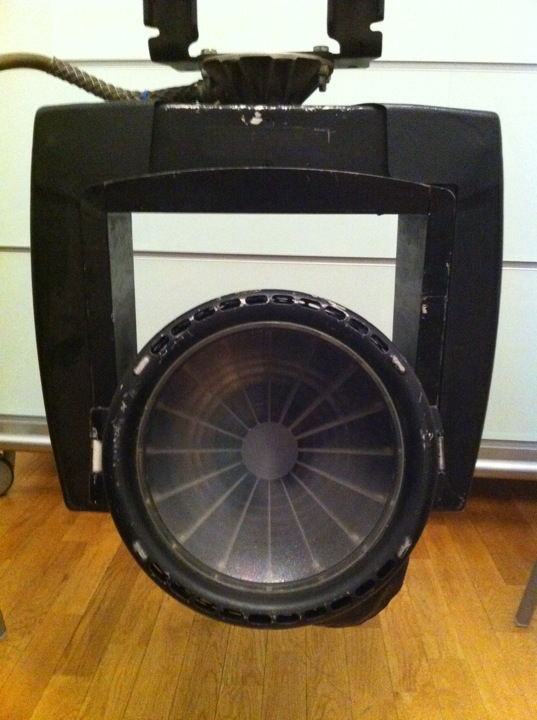
Projecteur automatique vari-lite vl5I système unique de changement de couleur dichro*tune.
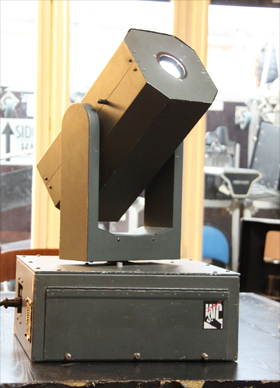
Projecteur automatique moving-head (lyre) Syncrolite Mini-Arc-2 (système très similaire à celui du Vari*lite VL-2).
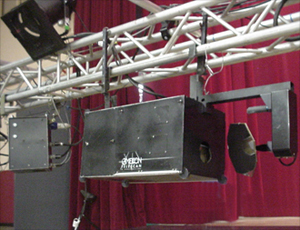
L'un des célèbres projecteurs automatiques (scan) Cameleon Téléscan Mark-3, photographié en service au cours d'un spectacle en 2007.
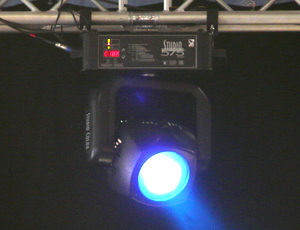
Projecteur automatique (lyre) High-End Studiocolor 575. L'un des plus fameux projecteurs wash construits à ce jour.

## Accessoires

### Jalousie
Il s'agit d'une série de volets motorisés (comparable à des persiennes) utilisés pour diminuer la quantité de lumière. On utilise les jalousies pour occulter plus ou moins la lumière des projecteurs à lampes à décharge qui ne peuvent pas être pilotés électriquement. Elles permettent ainsi de laisser le projecteur allumé pendant toute la durée d'un spectacle de manière à éviter le bruit de l'amorçage de la lampe, et la durée de rallumage trop longue.
Sur les projecteurs pilotables, les jalousies sont contrôlées à distance autrefois de manière électrique en 0-10 volts (analogique) et désormais de manière électronique au moyen du protocole DMX 512 (numérique).

### Changeur de couleur
Cet appareil se fixe sur plusieurs types de projecteurs pour placer des filtres et changer la couleur du faisceau. Ils contiennent un rouleau de gélatines commandé par DMX 512, généralement appelé « scroller » (« dérouleur » en français).

### Gradateur
Le gradateur ou « dimmer » (de l'anglais « to dim », « assombrir ») permet de faire varier l'intensité lumineuse d'un projecteur pour éviter que la lampe s'allume brusquement et à pleine puissance. La tension électrique varie alors entre 0 et 240 volts, ce qui permet au filament de la lampe de changer d'état : plus celui-ci est excité, plus il chauffe et plus il dégage de lumière. On passe donc, en fonction de l'intensité électrique, d'une teinte rougeâtre à l'ambre puis au blanc, ayant une température de couleur de 3 200 K.
Il existe des gradateurs de 2 kW, 3 kW, 5 kW, et plus rarement des unités de 10 kW, surtout utilisés au cinéma ou au théâtre.
Le gradateur peut être fixe (en armoire dans les locaux prévus à cet effet) ou mobile. Il peut être piloté électroniquement depuis la console du régisseur.

## Rangement des projecteurs
Afin de subvenir aux besoins spécifiques d'éclairage de chaque mise en scène, les salles de spectacle sont contraintes d'avoir une quantité importante de projecteurs. Le stock de projecteurs varie de deux à une infinité d'unités en fonction de la taille des salles. Différents types de rangement sont possibles : les chariots ou le carrousel pour projecteurs. Les chariots font 2 mètres de haut, 2 mètres de large et 1,5 mètre de profondeur. Le carrousel est une machine installée dans les coulisses et utilise toute la hauteur sous plafond. Cet appareil permet de stocker la totalité des jeux d'éclairage au même endroit et réduit considérablement le temps d'installation et désinstallation des jeux de lumières.
Pour les spectacles en tournées, nécessitant de nombreux rangements et dérangements pour monter la scène sur chaque lieu, on utilise, comme pour tous les équipements fragiles, des caisses à roulettes en bois et métal appelées « flight cases » ou encore « fly ».